# Ștefan Mailat
Ștefan Mailat (în maghiară Majláth István) a fost voievod al Transilvaniei între anii 1534 - 1541. Născut în localitatea Comăna din Țara Făgărașului, județul Brașov
, Ștefan Mailat a fost un nobil român  care a realizat o ascensiune politică remarcabilă, până la conducerea Voievodatului Transilvaniei.

## Scurt istoric al ținutului Făgăraș
Țara Făgărașului, una din cele mai vechi „țări” ale Transilvaniei, a reprezentat, întotdeauna, o parte distinctă a Transilvaniei. Aici se află cea mai importantă cetate din sudul Transilvaniei, aici se judecă în „vechiul drept românesc” și tot aici instituția boierească și-a păstrat identitatea într-o perioadă în care fără statutul de nobil nu aveai nici o putere. Legăturile strânse și permanente cu sudul Carpaților au făcut posibilă păstrarea unor realități sociale care în restul Transilvaniei au dispărut astfel că, în Țara Făgărașului nu avem decât boieri (cu mici excepții, după cum se va vedea) care erau legați de căpitanul cetății și care își vor apăra tot timpul drepturile, care sunt aceleași cu ale boierilor munteni. Tocmai datorită perseverenței cu care își apără drepturile boierești, boierii făgărășeni nu au putut accede în elita politică a Transilvaniei, ei nefiind recunoscuți drept nobili. O singură excepție se înregistrează în toată istoria medievală a Țării Făgărașului, este vorba de familia Mailat din Comăna, care a avut un rol decisiv în istoria Transilvaniei secolului al XVI-lea.

## Originea familiei Mailat
Despre originile familiei Mailat, înainte de a fi boieri de Comăna, nu se cunosc multe, deși există numeroase studii publicate despre Ștefan Mailat. Putem exclude varianta conform căreia strămoșii familiei Mailat sunt cei care au construit cetatea Făgărașului în sec. XIV deoarece nu avem nici o dovadă și, pe deasupra, se cunoaște destul de bine istoria familiilor făgărășene în sec. XIV-XV. De asemenea putem exclude și varianta, destul de lacunară a lui Octavian Popa conform căreia: „Matei Mailat, tatăl lui Ștefan, în jumătatea a doua a veacului XV era proprietar și în Ungaria, dar pe la 1480 a trecut în Ardeal, unde s-a așezat în ținutul Făgărașului”, deoarece este greu de crezut că un boier român ortodox putea deține proprietăți în Ungaria. Ce putem afirma cu certitudine este faptul că la 1509, boierul Mailat avea proprietăți în Comăna.
Matei Mailat apare pentru prima dată într-un document în 1509, în care sunt judecați de către căpitanul cetății Făgărașului, Paul Tomory, câțiva boieri care s-au revoltat, în 1508 în favoarea lui Mihnea cel Rău, domnul Țării Românești. Matei Mailat face parte din scaunul de judecată care le confiscă acestor boieri averile, acest lucru indică un statut social destul de înalt în cadrul boierimii făgărășene și o bună stare materială. Faptul că este un boier bogat ne este demonstrat tot în același an când Matei Mailat cumpără de la frații Ladislau, Petru, Mihai și Nicolae Forrö satul Țânțari (azi Dumbrăvița).
Punctul culminant al istoriei familiei Mailat de Comăna va avea loc în anul 1511; în acest an, boierul Matei Mailat va deveni nobilul Matei Mailat, iar proprietățile sale se vor mări și vor deveni proprietăți nobiliare.

## Matei Mailat
În 1511 nobilul Petru, cu fiul său Grigorie și cu alți consăteni, se adresează lui Paul Tomory, căpitanul cetății Făgărașului, într-o problemă ce o avea cu familia Mailat. Astfel, nobilul Petru împrumutase de la Matei Mailat 300 de galbeni, pe care nu putea să îi înapoieze, în schimb voia să-i cedeze o parte din satul Crihalma din comitatul Albei de Sus, schimb cu care Mailat este de acord și care este întărit de către Paul Tomory. Faptul că un boier din Țara Făgărașului ajunge să stăpânească o parte a unui sat din comitatul Alba de Sus este foarte important; Matei Mailat nu a putut realiza acest lucru decât datorită unui eveniment petrecut cu puțin timp în urmă și consemnat în același document. Este vorba de trecerea sa de la ortodoxism la catolicism, trecere consemnată de Paul Tomory care spunea în documentul din 1511 că a renunțat la ritul condamnabil al grecilor (…) și la greșeala de care a fost amăgit până acum și a revenit sub ascultarea și la sânul sfintei biserici mame, în nădejdea celei mai mari libertăți și a moștenirii nobiliare.
Faptul că Matei Mailat a renunțat la ortodoxism în favoare catolicismului nu reprezintă decât o viziune clară a acestuia. El era conștient că pentru a putea pătrunde în cadrul marii nobilimi transilvănene era nevoit să adopte religia oficială a Regatului Ungariei. Trecerea sa la catolicism care schimbă în același timp și statutul său social, i-a surprins și pe nobilii maghiari și chiar cancelaria regală și voievodală. Acest lucru este evidențiat și de formulările folosite de către cancelarii: dacă până la trecere la catolicism el este numit în documente: nobili Maylad Valacho boyaroni nostre de Komana, după aceea regele i se adresează mereu cu nobili nostri Maylad. Voievodul Transilvaniei îl numește însă în continuare: nobilis Maylad Komana, boyaronis Terrae Fogaras. Chiar dacă nu dispare titulatura de boier, este de remarcat că dispare apartenența sa etnică (și socială), aceea de Valacho. Faptul că Mailat rămâne încă și boier al Țării Făgărașului rezultă și din prezența sa în continuare în scaunul de judecată al Țării Făgărașului în anii: 1516, 1519.
Noile posesiuni Țânțari și Crihalma îi vor crea greutăți lui Matei Mailat care va avea numeroase pricini cu brașovenii datorită folosirii abuzive de către aceștia a pădurii care învecina satul Țânțari cu Țara Bârsei. Astfel, începând din 1511 și până în 1514, Mailat se va afla în judecată cu brașovenii, fiindu-i solicitat actul de cumpărare a satului în numeroase rânduri de către Ioan Zapolya, voievodul Transilvaniei. Matei Mailat va da o importanță aparte posesiunii Țânțari, care va deveni reședința sa și pentru care obține dreptul jus gladii (1516) și dreptul de târg (1518).
Documentul din 1511 prin care Matei Mailat cumpără o pătrime din Crihalma menționează și pe cei 6 copii ai acestuia: Comșa, Ioan, Negoiță, Zehan (Ștefan), Dumitru și Marta. Dintre aceștia, Ștefan este cel predestinat să aibă o soartă măreață.
Despre copilăria lui Ștefan Mailat nu se cunosc multe, se știe că a fost trimis de tânăr la curtea lui Vladislav al II-lea. Aici îl întâlnim prima dată într-un document din 1516 în care este numit „cubicularius et dispensator noste”. În acest document, Ștefan Mailat solicita regelui să întărească documentul voievodul care statua cumpărarea de către tatăl său a unei pătrimi a satului Crihalma de peste Olt. În 1525 îl găsim pe Ștefan Mailat prim magister al mesei iar în 1526 camerist al regelui. În această calitate Ștefan Mailat ia parte la lupta de la Mohács unde regele Ludovic moare pe câmpul de luptă iar Ungaria își pierde independența. Mailat scapă din bătălia de la Mohács și se retrage la Buda împreună cu cei mai buni prieteni și aliați ai săi: Toma Nádasdy și Ioan Zalay.
După 1526 în Ungaria se declanșează războiul civil dintre Ferdinand de Habsburg și Ioan Zapolya pentru coroana maghiară. Această stare de lucruri din Ungaria și implicit, Transilvania, este cea care îl va determina pe Ștefan Mailat să înceapă să pună în aplicare planul său privind ruperea Transilvaniei de Ungaria și formarea unui principat sub suzeranitate otomană și sub conducerea sa. Pentru a putea realiza acest lucru Mailat avea nevoie de un centru de putere, de un loc unde să se simtă în siguranță și unde să înceapă punerea planului său în aplicare. Acest loc era reprezentat de cetatea Făgărașului, cetate sub a cărei ziduri s-a născut și a copilărit, cetate de necucerit pentru acele timpuri. Pentru a putea intra în posesia cetății și a domeniului Făgărașului, Mailat va oscila permanent între cei doi pretendenți, în funcție de interesele sale. După retragerea la Buda, Mailat se va pune sub ordinele lui Ferdinand I al Sfântului Imperiu Roman pentru care va cuceri, împreună cu Toma Nádasdy și Ioan Zalay, Pojonul. Drept recompensă, Ferdinand îl va numi căpitan al Pojonului și îi promite cetatea Făgărașului. Toma Nádasdy, prietenul său, intervine pe lângă regele Ferdinand, în 1527, pentru ca acesta să îi dea cetatea lui Ștefan Mailat lucru care se va întâmpla în același an numai că doar jumătate din cetatea și domeniul Țării Făgărașului revin lui Mailat, restul revenind lui Toma Nádasdy. Această donație a lui Ferdinand a fost doar formală deoarece el nu stăpânea cetatea Făgărașului, aceasta aflându-se în mâinile aderenților lui Zapolya.
Pe lângă Mailat, mai existau și alți pretendenți la domeniul Țării Făgărașului. Astfel, dintr-un document din 15 mai 1528 aflăm că brașovenii îl roagă pe regele Ferdinand să îi coopteze și pe ei la stăpânirea cetății Făgărașului alături de sașii din Transilvania. În același timp, cetatea Făgărașului se afla în stăpânirea lui Nicolae Tomory, partizan al lui Ioan Zapolya. Acesta va ceda cetatea lui Petru de Pereny, voievodul Transilvaniei, în urma unui asediu la care vor participa și brașoveni. Dieta din aprilie 1528 ținută la Turda, înaintează o cerere regelui Ferdinand prin care solicită ca acesta să nu ia nici o decizie privitoare la Făgăraș fără avizul ei. Ferdinand nu va ține seama de acesta ci va dărui cetatea lui Mailat. Totuși, Mailat nu a reușit să intre în posesia cetății care se găsea în teritoriul controlat de partizanii lui Zapolya. Singura soluție a fost să treacă de partea lui Zapolya, lucru care s-a și întâmplat în vara lui 1528. La 2 iulie 1528 el dă de știre brașovenilor că a intrat în posesia Țării Făgărașului.

## Ștefan Mailat, stăpân al Țării Făgărașului
La puțin timp după ce a intrat în posesia cetății Făgărașului, Ștefan Mailat trece iarăși de partea lui Ferdinand. Zapolya cere sprijinul lui Petru Rareș pentru a lupta contra partizanilor lui Ferdinand, iar acesta trimite două armate în Transilvania, una pe la Brașov și alta pe drumul Sucevei. Trupele din Transilvania ale partizanilor lui Ferdinand, conduse de Ștefan Mailat, Valentin Törok, Marcus Pemflinger, cărora li s-au alăturat și cele aduse din Transilvania de episcopul Nicolae Gerendi, s-au îndreptat spre Brașov pentru a ieși în întâmpinarea oastei moldovene condusă de vornicul Grozav. Lupta s-a dat la Feldioara unde oastea condusă de Ștefan Mailat a fost zdrobită de oastea moldoveană. Mailat s-a retras la Făgăraș unde nu a zăbovit prea mult ci s-a îndreptat spre Sibiu spre a ieși în întâmpinarea lui Ștefan Báthory care venea cu oaste din Polonia. În acest timp Mailat emite o scrisoare magisterului din Brașov în care se plânge de trădările făcute de secui și de Balassa în bătălia de la Feldioara, trădări care au cântărit mult în soarta bătăliei. Ajuns la Sibiu, Mailat organizează apărarea împotriva armatei lui Zapolya. Aceasta va asedia Sibiul, fără a-l putea cuceri astfel că prestigiul lui Mailat crește în toată Transilvania.
În 1530, Mailat este solicitat de către Moise Vodă, pretendent la tronul Țării Românești, pentru a-l ajuta să-și recâștige tronul uzurpat de către Vlad Înecatul. Mailat trece pe la Turnu-Roșu în Țara Românească, fără încuviințarea lui Ferdinand. Mailat îl atacă pe Vlad la Viișoara în august 1530 însă este înfrânt și făcut prizonier de către turci. Cu Mailat prizonier, turcii trec în Ardeal și încep asediul cetății Făgărașului. Cetatea rezistă asediului deși turcii amenință că îl vor ucide pe Mailat, iar oastea otomană se retrage în Țara Românească. Aici, cu sprijinul unor făgărășeni credincioși, Mailat evadează și se reîntoarce la Făgăraș.
În 1530, Mailat se căsătorește cu sora prietenului său, Toma Nádasdy, Ana Nádasdy. Astfel, Mailat devine cumnatul unuia din cei mai bogați și mai influență oameni din regatul maghiar. Toma Nádasdy era partizan al lui Ioan Zapolya, astfel că între el și Ștefan Mailat începe un joc diplomatic. În acest sens cei doi vor coresponda mereu și vor fi atenți ca niciodată să nu facă parte amândoi din aceeași tabără. Chiar dacă câteodată par a fi dușmani, cei doi se vor sprijini tot timpul.
În perioada următoare, Mailat va servi cu mare interes cauza lui Ferdinand. În acest sens el va depune jurământ de credință lui Ferdinand, și ca membru marcat al guvernului din Sibiu se va ocupa de înzestrarea și apărarea acestuia. În 1531, Mailat atacă Prejmerul (deoarece brașovenii trecuseră de partea lui Zapolya) pe care îl cucerește și pe care îl va înapoia doar în urma unei mari sume de bani. Ca urmare a acestor dovezi de credință, Ferdinand va întări donația Făgărașului făcută celor trei prieteni: Ștefan Mailat, Toma Nádasdy și Ioan Zalay. Ca răspuns la această donație, Zapolya donează și el Țara Făgărașului lui Toma Nádasdy. Acest lucru nu a creat conflicte între cei doi cumnați, Toma Nádasdy renunțând mai târziu la dreptul său asupra Făgărașului în favoarea lui Ștefan Mailat. Această atitudine pro Ferdinand a lui Mailat, precum și unele inițiative pe plan politic intern îl vor determina pe Zapolya să-i confiște posesiunea Țânțari și să o dea brașovenilor. Această hotărâre nu a putut fi pusă în aplicare deoarece Mailat și-a apărat posesiunea.
Perioada anilor 1532-1533 este o perioadă de tatonări între Ștefan Mailat și Toma Nádasdy. Cei doi vor pregăti în această perioadă trecerea de la Ferdinand la Zapolya și invers. Astfel, pe cei doi îi regăsim în 1533 la o întrunire a magistraților ținută la Viena, în care fiecare deține un loc de frunte: Ștefan Mailat stă la dreapta regelui Ferdinand iar Toma Nádasdy conduce delegația lui Ioan Zapolya. Cei doi oameni, exponenți ai celor două tabere realizează că războiul civil duce la ruinarea regatului ungar și că singura soluție ar fi formarea Principatului Transilvania. Planul lor va fi pus în pericol în vara anului 1534.
În iulie 1534 sultanul Soliman I îl trimite în Transilvania pe Aloisio Gritti. Acesta, venețian la origine, mai fusese în Ungaria în 1532 când a primit și diferite funcții de la Ioan Zapolya. Gritti era un prosper negustor la Constantinopol și reușise să intre în relații foarte bune cu marele vizir Ibrahim și chiar cu sultanul. Datorită calităților sale, în urma expediției din Ungaria din 1529, el este numit de către Zapolya ca vistiernic și arhiepiscop de Ager. Neputând redresa finanțele regatului, funcția sa va fi preluată de către Toma Nádasdy. În 1532, Gritti revine în Transilvania și va fi numit locotenent-general al regelui ungar. În iulie 1534 el vine în Transilvania cu misiunea de la sultan de a împărți regatul ungar între Ferdinand și Zapolya.

## Victoria de la Mediaș
Ajungând la Brașov și ajutat de o oaste otomană, Gritti aduce sub ascultare orașul și îi convoacă pe nobilii transilvăneni în tabăra de lângă Brașov. În tabăra lui Gritti ajung atât reprezentanți ai regelui Ioan cât și a lui Ferdinand, delegația acestuia din urmă era formată din Ștefan Mailat și Gothard Kum. Aici nobilii transilvăneni își dau seama de planurile lui Gritti care voia să ajungă rege al Ungariei și să pună la domnia Țării Românești și a Moldovei pe cei doi fii ai săi. Realizând acest lucru și coroborat cu uciderea lui Emeric Czibák, episcopul de Oradea, Mailat și Gothard Kum părăsesc tabăra și încep să strângă armată împotriva lui Gritti. Acesta se va retrage la Mediaș unde va aștepta sprijinul moldovean promis de Petru Rareș și cel al lui Ioan Zapolya. Mailat, ales căpitan al armatei, înconjoară Mediașul și începe asediul, el cere sprijin în oameni și armament și magistratului din Brașov, deși acest oraș se închinase lui Gritti. Între timp sosesc și moldovenii care vor fi însă, de partea lui Mailat și ajutat și de către medieșeni, Mailat reușește să-l captureze pe Gritti care va fi executat iar cei doi fii ai săi vor fi duși în Moldova unde Petru Rareș îi va ucide.
Participarea lui Mailat la campania împotriva lui Gritti îi va aduce o mare popularitate în toată Transilvania. După lupta de la Mediaș, Mailat și Toma Nádasdy au hotărât că este momentul potrivit să schimbe taberele. Ca urmare a trecerii sale de partea lui Zapolya, Mailat este numit voievod al Ardealului la 28 octombrie 1534. Perioada următoare, Mailat o va petrece încercând să aducă sub ascultarea lui Zapolya pe partizanii lui Ferdinand; în acest sens el începe în 1535 asediul asupra Sibiului, oraș pe care îl apărase cu câțiva ani înainte. Asediul durează în tot anul 1535 și continuă și în 1536, Mailat solicitând în câteva ocazii ajutor în soldați și bani orașului Brașov, care trecuse în urmă cu câțiva ani de partea lui Zapolya. Ca urmare a serviciilor credincioase, regele Zapolya ordonă căpitanului din Alba-Iulia să-l introducă în posesia Țării Făgărașului pe Mailat.

## Lupta pentru putere din Transilvania
În 1536 Mailat asediază și cucerește Ungurașul, posesiunea lui Petru Rareș; Mailat a atacat la ordinul lui Zapolya care îl considera pe Petru Rareș, dușman deoarece acesta trecuse de partea lui Ferdinand. Odată cu semnarea păcii din 1538, Mailat va trece efectiv la realizarea planului său de a deveni principe. Situația îi era mai mult decât favorabilă, nobilimea din Transilvania precum și populația de rând se săturase de războiul civil și de distrugerile făcute de acesta. Pentru a-și realiza planurile, Mailat pornește o mișcare, împreună cu Emeric Balassa, cu Francisc Kendy și cu alți mari nobili transilvăneni, mișcarea care urmărea ca după moartea lui Zapolya (care era bolnav) unul dintre ei să fie ales principe al Ardealului. Mailat se gândea că el va fi cu siguranță cel ales, și odată ajuns principe al Transilvaniei, va putea să rupă Transilvania de Ungaria. Mișcarea condusă de Mailat va lua amploare, găsind tot mai mulți aderenți în rândurile nobilimii transilvane. Planurile lui Mailat au fost transmise lui Zapolya pe diferite căi astfel că acesta pornește spre Transilvania (deși era grav bolnav). Zapolya se îngrijora de acțiunile lui Mailat, mai ales că acesta trimise pe fratele său, Dumitru Mailat, la Constantinopol, ca să-i spună sultanului că dacă îl va alege pe el, Ștefan Mailat, ca principe al Transilvaniei atunci el va plăti 12.000 galbeni anuali. Sultanul a refuzat iar Zapolya intra în februarie în Transilvania. Mailat se considera stăpân pe situație, însă nobilii transilvăneni au aflat despre planurile lui Mailat în ce privește principatul, așa că o mare parte a lor l-au părăsit. Astfel, avem păstrat un document de la Gabriel Mindszenti, cronicarul lui Ioan Zapolya, ce precizează că mulți nobili au regretat cinstea care i-a fost făcută lui Mailat de către Zapolya, care a donat moșii și dregătorii acestui „valah nemernic și nenobil”.
Putem observa că în acest moment se face referire la românitatea lui Mailat, care deși era nobil și catolic, era privit ca român „de origine obscură”. De altfel, Ștefan Mailat nu și-a ascuns niciodată originea. Mai mult, se pare că și religia catolică a îmbrățișat-o mai mult formal, deoarece găsim în documente că la Comăna trăia popa Grama domini Waywodae popa Valachus, preot ortodox care a îndeplinit numeroase misiuni diplomatice din partea lui Mailat. De asemenea, Mailat avea numeroși români în anturajul său ca de exemplu: Ludovicus Muthnaky și Michael Pestessy.
Pătrunzând Zapolya în Transilvania, Mailat, părăsit de mulți nobili, se retrage la Făgăraș. El reușește să-i câștige de partea sa pe secui și chiar trimite scrisori domnilor țărilor române ca să „le câștige bunăvoința și ambiția acestora”. Mailat este asediat în cetatea Făgărașului în 1540, dar va rezista asediului, chiar dacă Zapolya apelează și la sprijinul Universității Săsești căreia îi solicită să trimită soldați la asedierea Făgărașului. Acest lucru a fost posibil datorită lucrărilor de întărire a cetății pe care le-a făcut Mailat.

## Cetatea Făgăraș
Perioada 1520-1541 a fost una foarte importantă pentru evoluția cetății Făgărașului. Mailat a dat o mare importanță cetății pe care a întărit-o permanent. A făcut acest lucru conștient de faptul că misiunea sa de a deveni principele Transilvaniei era foarte periculoasă și că avea nevoie de un loc unde să se știe în siguranță. Astfel, el înconjoară cetatea cu un nou zid de apărare, cuprinzând în acest zid și turnul barbacană (turnul porții). De asemenea el construiește un nou etaj pe latura de sud, etaj care va primi denumirea de casele lui Mailat și unde voievodul român va locui cât timp se va afla în cetate. În partea de est a zidului, Mailat pune să se sculpteze în piatră blazonul său și cel al soției sale, Ana Nádasdy, ca semne pe veci ale stăpânirii lor.
Rezistând asediului, Mailat primește vestea morții lui Zapolya, fapt care îl determină să insiste pe lângă sultan pentru a primi funcția de principe al Transilvaniei. Sultanul nu îl numește principe pe Mailat, ci, încălcând prevederile din Tratatul de pace de la Oradea dintre Ferdinand și Zapolya, va numi ca rege al Ungariei pe Ioan Sigismund, fiul minor al răposatului Ioan Zapolya și a reginei Isabella. În același timp, sultanul îl trimite pe Petru Rareș (care revenise pe tronul Moldovei) să-l prindă pe Mailat care încerca în continuare să devină principe. Petru Rareș organizează o expediție în Transilvania împotriva lui Mailat, mai ales că acesta îi luase cetatea Ungurașului, deci avea și motive personale. Mailat se vede părăsit de majoritatea partizanilor săi și se retrage la Făgăraș, unde se pregătește de apărare. El poruncește Universității săsești, printr-un document din 17 iunie 1541, ca toți să se prezinte, pedeștri sau călăreți, la chemarea sa sub amenințarea pierderii capului și averii în caz de nesupunere, de asemenea să treacă vorba din casă în casă în toată Transilvania ca oameni să vină pregătiți de oaste. Universitatea săsească nu-i va trimite nici un ajutor, fiind influențată în acest sens de Gheorghe Martinuzzi.

## Bătălia de la Feldioara
Oastea lui Petru Rareș, estimată la 12.000 mii de oameni, împreună cu Radu Paisie, domnul Țării Românești cu 6.000 de oameni și Ahmed Cuciuc Bali, beg de Nicopole, cu 200 de oameni, au ajuns la Făgăraș la 9 iulie 1541. Nereușind să cucerească cetatea, Petru Rareș și aliații săi au pus la cale o capcană: îl cheamă în afara zidurilor, la negocieri, pe Mailat, trimițând în schimb ostatici în cetate. Mailat, încrezându-se în cuvântul celor trei, iese din cetate, este făcut prizonier și trimis la Istanbul, unde este închis în fortăreața Edikule. Cetatea Făgărașului capitulează nu mult după aceea, astfel că la 18 iulie brașovenii trimit daruri comandanților străjii lui Petru Rareș: Andreică Șeptilici și Giurgea Bole, starostele de Putna, iar a doua zi unele unități ale oștii moldovene se întorc spre Brașov pe drumul mai ocolit, pe la Zărnești și Tohan. Cu această acțiune se încheie visul lui Ștefan Mailat de a deveni Principe al Transilvaniei, de a rupe Transilvania de Ungaria și de a întemeia un principat autonom.

## Capturarea lui Ștefan Mailat
După prinderea și închiderea lui Mailat, domeniul Făgărașului va rămâne în proprietatea soției sale, Ana Nádasdy. Aceasta va încerca din răsputeri și cu toate mijloacele să-și elibereze soțul. Va apela în primul rând la fratele ei, Toma Nádasdy, unul din cei mai importanți oameni din regat, dar și la regina Isabella și chiar la domnul muntean Radu Paise (sau Petru de la Argeș), cel care participase la trădarea lui Mailat. Nu doar Ana Nádasdy va încerca să-l elibereze pe Mailat ci și nobilimea transilvăneană care, întrunită în adunarea generală din 1542, roagă pe Ferdinand I al Sfântului Imperiu Roman să intervină pe lângă regina Isabella, ca să mijlocească la sultan eliberarea lui Ștefan Mailat. Aceste intervenții pe lângă sultan sunt inutile deoarece acesta este în continuare foarte furios că ostaticii rămași în cetatea Făgărașului încă din timpul asediului din 1541 nu au fost eliberați. De aceea el somează pe Gheorghe Martinuzzi să-i elibereze ostaticii că dacă nu va trimite oastea sa împreună cu oastea moldoveană. Răspunsul la această somație este dat de cei doi vechi prieteni ai lui Mailat, Ioan Zalay și Toma Nádasdy. Aceștia, într-un document din 26 noiembrie 1542, poruncesc prezidiului cetății Făgăraș ca de îndată ce Petru Rareș va începe asediul cetății, să-i dea de știre că vor omorî prizonierii săi din cetate și anume zilnic câte unul.
Ana Nádasdy va încerca permanent să-și elibereze soțul, însă fără succes. De asemenea ea se va confrunta cu mari probleme în cea ce privește domeniul Țării Făgărașului, un domeniu râvnit de toți nobilii transilvăneni. Ea se va judeca mult cu Melchior Kechety, care va dori domeniul Făgărașului și care chiar îl primește în 1553, însă nu va putea să intre în stăpânirea lui datorită opoziției căpitanilor cetății Făgărașului. Ajutată de fratele ei, Ana Nádasdy va reuși să se mențină în posesia Făgărașului.
În același timp, Ana Nádasdy trebuie să se ocupe și de viitorul celor doi copii ai lor: Gabriel și Margareta. Margareta Mailat începe să fie curtată, începând cu 1548 de către unii din cei mai importanți oameni ai Transilvaniei. Au încercat să-i fie soți, pe rând, Petru Perény, Lupu Bethlen. Cel care va câștiga inima Margaretei a fost Andrzej Batory, fiul fostului voievod Ștefan Báthory. Căsătoria între cei doi s-a încheiat la 3 mai 1551 în liniște și jale pentru că, cu puțin timp înainte de aceasta a sosit știrea dureroasă despre moartea lui Mailat în închisoarea din Constantinopol. Cei doi au avut împreună 4 copii, trei băieți și o fată. Dintre băieți, Andrei Báthory va ajunge cardinal și chiar principe al Transilvaniei în locul vărului său Sigismund. Andrei este cel care se va lupta la Șelimbăr cu Mihai Viteazul și va pieri decapitat de către secui. Putem spune astfel că visul lui Ștefan Mailat de a ajunge principe s-a realizat prin nepotul său după mamă, chiar dacă acesta a ajuns să lupte împotriva unui domn român care și el visa la libertatea Transilvaniei. Balthasar Báthory, alt fiu al Margaretei și al lui Andrei Báthory, a ajuns în 1588 în posesia domeniului Făgăraș, pe care l-a pierdut însă în 1593 când a încercat să-l răstoarne din tron pe vărul său Sigismund. Cel de-al treilea fiu, Ștefan Báthory a ajuns căpitanul cetății Oradea și a fost tatăl viitorului principe Gabriel Báthory. În ce privește fata, Elisabeta, avem foarte puține date despre ea, decedând în 1614. Cu siguranță nepoții lui Mailat și-au uitat originea română, pentru care bunicul lor a fost destul de aspru batjocorit astfel că lipsa documentelor în care ei să-și arate strămoșii a făcut ca acest arbore genealogic să fie ignorat de către istoriografie.
În cel privește pe Gabriel Mailat, acesta a fost luat de unchiul său, Toma Nádasdy, imediat după capturarea tatălui său. El intră în slujba lui Ferdinand care la 1547 îl ridică la rangul de baron. În perioada următoare Gabriel va fi rugat de mama sa să se întoarcă la Făgăraș deoarece nobilimea transilvăneană încerca să anuleze privilegiile Făgărașului și să fie supus contribuțiilor și celorlalte sarcini publice. Gabriel Mailat se va întoarce la Făgăraș în 1559, însă pentru o scurtă perioadă de timp. Cum între timp, rege al Ungariei ajunsese Ioan Sigismund Zápolya, acesta voia ca tânărul Gabriel să-l părăsească pe Ferdinand și să vină la curtea sa. Din acest motiv, Gabriel rupe la 1560 legământul care îl lega de Ferdinand și ajunge la curtea lui Ioan Sigismund. În 1562 se va căsători cu Ana Bánffy, cu care va avea patru copii: doi băieți ( Gabriel și Ștefan) și două fete (Ana și Elena). În 1563 moare Ana Nádasdy, soția credincioasă a lui Ștefan Mailat. Gabriel Mailat, hotărăște în anul 1566 să vândă domeniul Făgărașului regelui Ioan Sigismund Zápolya la îndemnul lui Gașpar Bécheș. Acesta voia de fapt domeniul pentru sine și astfel l-a înspăimântat pa Gabriel că sultanul pregătește o expediție împotriva sa din cauza tatălui său și ar fi mai bine să vândă Făgărașul și să meargă în nordul Ungariei. Astfel, la 6 august 1566 Gabriel Mailat vinde Făgărașul regelui Ioan Sigismund și pentru 20 000 de florini și se mută în Ungaria de Sus. De aici se mută în Moravia unde va deceda la 1577. Din păcate nici unul din fii săi nu a avut urmași, astfel că în 1595, odată cu moartea lui Ștefan Mailat, se stinge și linia bărbătească a familiei Mailat.
Dacă în ce-l privește pe voievodul Ștefan Mailat informațiile sunt mai mult decât numeroase, în cei privește pe frații săi sunt aproape nule. Dintre ceilalți 4 frați ai săi și o soră nu avem informații decât despre Dumitru și Marta. Astfel, despre Dumitru știm că a scris o scrisoare brașovenilor în care se intitula jude al Făgărașului și că s-a căsătorit în 1540 la Comăna. În ce o privește pe Marta știm că s-a căsătorit cu Voicu Chiriac, boier muntean. Urmașii lor vor avea și ei partea lor de moștenire din posesiunea Țânțari, însă urma lor se va pierde la sfârșitul sec. al XVI-lea.
Ascensiunea familiei Mailat din Comăna este unică în istoria Țării Făgărașului. Chiar dacă au trecut la catolicism ei nu au uitat niciodată că au fost ortodocși și că sunt români. Putem spune că această familie a influențat într-o mare măsură istoria Transilvaniei în sec. al - XVI.-lea, Ștefan Mailat fiind cel care va realiza că Transilvania trebuie să se rupă de Ungaria, trebuie să devină independentă.